# Deutscher Fernsehpreis
Deutscher Fernsehpreis — немецкая телевизионная премия. Вручение премии проходит ежегодно в конце сентября или начале октября в Кёльне.

## История
В 1983 году ARD и ZDF создали телепремию «Telestar», включавшая номинации для телефильмов ("Лучший телефильм или мини-сериал (Bester Fernsehfilm/ Beste Miniserie), "Лучшая режиссура телефильма" (Beste Regie in einem Fernsehspiel), "Лучший сценарий телефильма" (Bestes Drehbuch Fernsehspiel), "Лучший актёр телефильма" (Bester Darsteller in einem Fernsehspiel), "Лучшая актриса телефильма" (Beste Darstellerin in einem Fernsehspiel)), для телесериалов ("Лучший актёр телесериала" (Bester Darsteller in einer Serie), "Лучшая актриса телесериала" (Beste Darstellerin in einer Serie), "Лучший сценарий телесериала" (Bestes Drehbuch Serie)) и для тематических программ ("Лучший ведущий информационной программы" (Beste Moderation Information), "Лучший ведущий развлекательной программы" (Beste Moderation Unterhaltung)). 
В 1996 году RTL учредила телепремию «Goldener Löwe», включавшая номинации для телефильмов и мини-сериалов ("Лучший актёр телефильма" (Bester Fernsehfilm-Schauspieler), "Лучшая актриса телефильма" (Beste Fernsehfilm-Schauspielerin)), для телесериалов ("Лучший драматический телесериал" (Beste Drama-Serie), "Лучшая дневная мыльная опера" (Beste Daily Soap), "Лучший актёр телесериала" (Bester Serien-Schauspieler), "Лучшая актриса телесериала (Beste Serien-Schauspielerin)) и общие для телефильмов, мини-сериалов и телесериалов ("Лучшая режиссура телефильма или телесериала" (Beste Regie Fernsehfilm/Serie), "Лучший сценарий телефильма или телесериала (Bestes Drehbuch Fernsehfilm/Serie), "Лучшая работа оператора" (Beste Kamera), "Лучшая работа костюмера" (Bestes Kostümdesign), "Лучшая музыка титров" (Beste Titelmusik)) и для тематических программ ("Лучшая информационная программа" (Beste Informationssendung), "Лучшая молодёжная программа" (Bestes Jugendprogramm)).  
В октябре 1998 года вместо двух этих премий ARD, ZDF, RTL и Sat.1 создали Немецкую телепремию (Deutscher Fernsehpreis). Первоначально включала в себя номинации для телефильмов и многосерийных телефильмов («Лучший телефильм или многосерийный телефильм» (Bester Fernsehfilm/Mehrteiler), "Лучшая режиссура телефильма или многосерийного телефильма" (Beste Regie Fernsehfilm/Mehrteiler), "Лучший сценарий телефильма или многосерийного телефильма" (Bestes Buch Fernsehfilm/Mehrteiler), "Лучший актёр главной роли телефильма или многосерийного телефильма (Bester Schauspieler in einer Hauptrolle Fernsehfilm/Mehrteiler), "Лучшая актриса главной роли телефильма или многосерийного телефильма" (Beste Schauspielerin in einer Hauptrolle Fernsehfilm/Mehrteiler)) для телесериалов («Лучший телесериал» (Beste Serie), "Лучшая режиссура телесериала" (Beste Regie Serie), "Лучший сценарий телесериала" (Bestes Buch Serie), "Лучший актёр главной роли телесериала (Bester Schauspieler in einer Hauptrolle Serie), "Лучшая актриса главной роли телесериала (Beste Schauspielerin in einer Hauptrolle Serie)), общие для телефильмов, многосерийных телефильмов и телесериалов ("Лучший актёр второго плана (Bester Schauspieler in einer Nebenrolle), лучшая актриса второго плана (Beste Schauspielerin in einer Nebenrolle), "Лучшая работа оператора" (Beste Kamera), "Лучший монтаж" (Bester Schnitt), "Лучшая работа звукорежиссёра" (Beste Musik), "Лучшие декорации" (Bestes Szenenbild), "Лучшая работа костюмера" (Beste Kostüme)), для телеконцертов и телешоу ("Лучшая развлекательная программа" (Beste Unterhaltungssendung), "Лучшее шоу" (Beste Show)), для информационных и общественно-политических программ ("Лучшая информационная программа" (Beste Informationssendung), "Лучшая международная программа" (Beste Ausländische Sendung), "Лучший ведущий информационной программы" (Beste Moderation Information), "Лучший репортаж" (Beste Reportage), "Лучший документальный телефильм" (Beste Dokumentation/Bester Dokumentarfilm)) и для тематических программ ("Лучшая детская программа" (Beste Kindersendung) и "Лучшая спортивная программа" (Beste Sportsendung)). 
В следующем году номинации "Лучшая детская программа" и "Лучшая международная программа" были упразднены, вместо номинации "Лучшее шоу" была создана номинация "Лучшая комедийная программа/Лучший ведущий развлекательной программы" (Beste Comedy-Sendung/Beste Moderation Unterhaltung), номинации  "Лучшие декорации" (Bestes Szenenbild) и "Лучшая работа костюмера" (Beste Kostüme) были объединены в единую номинацию "Лучшая работа художника-постановщика" (Beste Ausstattung) (в 2006 году разделялась на номинации "Лучшая работа художника-постановщика программы" (Beste Ausstattung (Bühnenbild/Studiodesign)) и "Лучшая работа художника-постановщика телефильма" (Beste Ausstattung (Fernsehfilm))), ещё год спустя - номинация ведущие развлекательных программ из номинации "Лучшая комедийная программа" была переведена в номинацию "Лучшая развлекательная программа". Позднее из номинации "Лучший телесериал" выделялись дополнительные номинации "Лучшая ежедневная телепередача" (Beste tägliche Sendung) (с 2002 года), "Лучший ситком" (Beste Sitcom) (с 2003 года), "Лучший актёр ситкома" (Bester Schauspieler Sitcom) (2003), "Лучшая актриса ситкома" (Beste Schauspielerin Sitcom) (2003), "Лучший криминальный цикл" (Beste Krimi-Reihe) (2005). Однако к концу 2000-х гг. все эти номинации были ликвидированы. 
В 2007 году были объединены номинации "Лучший актёр телефильма или многосерийного телефильма" и "Лучший актёр телесериала" в номинацию "Лучший актёр", "Лучшая актриса телефильма или многосерийного телефильма" и "Лучшая актриса телесериала" в "Лучшая актриса", "Лучшая режиссура телефильма или многосерийного телефильма" и "Лучшая режиссура телесериала" в "Лучшая режиссура", "Лучший сценарий телефильма или многосерийного телефильма" и "Лучший сценарий телесериала" в "Лучший сценарий", а в 2010 году две последних а также номинации "Лучшая работа оператора", "Лучшая работа композитора", "Лучший монтаж" и "Лучшие декорации" были отменены, но в 2016 году восстановлены. 

## Жюри
Победители в номинациях определяются жюри которое формируется телеорганизациями-учредителями.

## Основные призёры

### Лучший телевизионный фильм (Bester Fernsehfilm)
| Год  | Перевод названия                        | Оригинальное название            |
| ---- | --------------------------------------- | -------------------------------- |
| 2016 | Голый среди волков                      | Nackt unter Wölfen               |
| 2015 | Вручение премии не проводилось          | Вручение премии не проводилось   |
| 2014 | Männertreu                              | Männertreu                       |
| 2013 | Операция «Сахар»                        | Operation Zucker                 |
| 2012 | Конец одной ночи                        | Das Ende einer Nacht             |
| 2011 | Домашнее видео                          | Homevideo                        |
| 2010 | Место преступления: Потому что они злые | Tatort: Weil sie böse sind       |
| 2009 | Могадишо                                | Mogadischu                       |
| 2008 | Контерган                               | Contergan                        |
| 2007 | Роза                                    | Rose                             |
| 2006 | Дрезден                                 | Dresden                          |
| 2005 | Последнее путешествие Марии             | Marias letzte Reise              |
| 2004 | Штауффенберг                            | Stauffenberg                     |
| 2003 | Под подозрением: Загородный пикник      | Unter Verdacht — Eine Landpartie |
| 2002 | Танец с дьяволом                        | Der Tanz mit dem Teufel          |
| 2001 | Туннель                                 | Der Tunnel                       |
| 2000 | Ожидание подобно смерти                 | Warten ist der Tod               |
| 1999 | Шперлинг и горящая рука                 | Sperling und der brennende Arm   |

Примечание: В 2009—2013 годы многосерийные фильмы выделялись в отдельную категорию.

### Лучший многосерийный телефильм (Bester Mehrteiler)
| Год  | Название                           | Оригинальное название                         |
| ---- | ---------------------------------- | --------------------------------------------- |
| 2013 | Наши матери, наши отцы             | Unsere Mütter, unsere Väter                   |
| 2012 | Человек с фаготом                  | Der Mann mit dem Fagott                       |
| 2011 | Хинденбург                         | Hindenburg                                    |
| 2010 | Перед лицом преступления           | Im Angesicht des Verbrechens                  |
| 2009 | Мы — народ: любовь не знает границ | Wir sind das Volk — Liebe kennt keine Grenzen |

Примечание: Номинация отдельно существовала лишь в 2009—2013 годы.

### Лучший телесериал (Beste Serie)
| Год  | Перевод названия                   | Оригинальное название          |
| ---- | ---------------------------------- | ------------------------------ |
| 2016 | Клуб красных ленточек              | Club der roten Bänder          |
| 2015 | Вручение премии не проводилось     | Вручение премии не проводилось |
| 2014 | Данни Ловински                     | Danni Lowinski                 |
| 2013 | Время героев                       | Zeit der Helden                |
| 2012 | Последний бык                      | Der letzte Bulle               |
| 2011 | Вайсензе                           | Weissensee                     |
| 2010 | Данни Ловински                     | Danni Lowinski                 |
| 2009 | Учитель                            | Der Lehrer                     |
| 2008 | Дневник доктора                    | Doctor’s Diary                 |
| 2007 | Круглосуточная криминальная служба | KDD — Kriminaldauerdienst      |
| 2006 | Турецкий для начинающих            | Türkisch für Anfänger          |
| 2005 | Отдел 40                           | Abschnitt 40                   |
| 2004 | Отдел 40                           | Abschnitt 40                   |
| 2003 | Отдел 40                           | Abschnitt 40                   |
| 2002 | Эдель и Штарк                      | Edel & Starck                  |
| 2001 | Следователь                        | Der Ermittler                  |
| 2000 | Мир Риты                           | Ritas Welt                     |
| 1999 | Двойное назначение                 | Doppelter Einsatz              |

В 2018 году премия была разделена на «Лучший драматический сериал»(Beste Drama-Serie) и «Лучший комедийный сериал» (Beste Comedy-Serie)

### Лучший криминальный сериал (Beste Krimi-Reihe)
| Год  | Перевод названия      | Оригинальное название |
| ---- | --------------------- | --------------------- |
| 2005 | Телефон полиции — 110 | Polizeiruf 110        |

Примечание: Криминальные сериалы в отдельную категорию выделялись только один раз в 2005 году.

### Лучший ситком (Beste Sitcom)
| Год  | Перевод названия | Оригинальное название |
| ---- | ---------------- | --------------------- |
| 2007 | Штромберг        | Stromberg             |
| 2006 | Пастевка         | Pastewka              |
| 2005 | Никола           | Nikola                |
| 2004 | Берлин, Берлин   | Berlin, Berlin        |
| 2003 | Всё это Атце     | Alles Atze            |

Примечание: Номинация вручалась лишь с 2003 по 2007 годы.

### Лучшее ежедневное телешоу (Beste tägliche Sendung)
| Год  | Перевод названия                | Оригинальное название         |
| ---- | ------------------------------- | ----------------------------- |
| 2010 | Штурм любви                     | Sturm der Liebe               |
| 2005 | Любовь в Берлине                | Verliebt in Berlin            |
| 2004 | Назначение в четырёх стенах     | Einsatz in 4 Wänden           |
| 2003 | Хорошие времена, плохие времена | Gute Zeiten, schlechte Zeiten |
| 2002 | Судья Барбара Залеш             | Richterin Barbara Salesch     |

Примечание: В данной категории призы вручаются нерегулярно.

### Лучшее комедийное шоу (Beste Comedy/Kabarett)
| Год  | Перевод названия               | Оригинальное название          |
| ---- | ------------------------------ | ------------------------------ |
| 2016 | Интернат                       | Die Anstalt                    |
| 2015 | Вручение премии не проводилось | Вручение премии не проводилось |
| 2014 | heute-show                     | heute-show                     |
| 2013 | Боги как мы                    | Götter wie wir                 |
| 2012 | Knallerfrauen                  | Knallerfrauen                  |
| 2011 | Ladykracher                    | Ladykracher                    |
| 2010 | heute-show                     | heute-show                     |
| 2009 | Телегерои                      | TV-Helden                      |
| 2008 | Switch reloaded                | Switch reloaded                |
| 2007 | Urban Priol                    | Urban Priol                    |
| 2006 | У Крёмеров                     | Bei Krömers                    |
| 2005 | Шиллерштрассе                  | Schillerstraße                 |
| 2004 | Дитше                          | Dittsche                       |
| 2003 | Шоу Гаральда Шмидта            | Die Harald Schmidt Show        |
| 2002 | Ladykracher                    | Ladykracher                    |
| 2001 | Чего пялишься?!                | Was guckst du?!                |
| 2000 | Шоу Гаральда Шмидта            | Die Harald Schmidt Show        |

Примечание: Выделена из номинации «Лучшая развлекательная передача» в 2000 году

### Лучшее развлекательное телешоу (Beste Unterhaltung Show)
| Год  | Название                       | Оригинальное название                  |
| ---- | ------------------------------ | -------------------------------------- |
| 2013 | Got to Dance                   | Got to Dance                           |
| 2012 | The Voice of Germany           | The Voice of Germany                   |
| 2011 | Конкурс песни Евровидение 2011 | Eurovision Song Contest 2011           |
| 2010 | Наша звезда для Осло           | Unser Star für Oslo                    |
| 2009 | Спорим, что…                   | Wetten, dass..?                        |
| 2008 | Германия ищет супер-звезду     | Deutschland sucht den Superstar        |
| 2007 | Schlag den Raab                | Schlag den Raab                        |
| 2006 | Кто хочет стать миллионером?   | Wer wird Millionär?                    |
| 2005 | Гениально!                     | clever! — Die Show, die Wissen schafft |
| 2004 | Гениальное — рядом             | Genial daneben — Die Comedy Arena      |
| 2003 | Германия ищет супер-звезду     | Deutschland sucht den Superstar        |
| 2002 | Шоу 80-х                       | Die 80er Show                          |
| 2001 | Шоу Гаральда Шмидта            | Die Harald Schmidt Show                |
| 2000 | Кто хочет стать миллионером?   | Wer wird Millionär?                    |
| 1999 | TV total Спорим, что…          | TV total Wetten, dass..?               |

До 2001 года существовали номинации «Лучшее телешоу» (Beste Show) и «Лучшая развлекательная программа» (Beste Unterhaltungssendung), в 2001 году они были объединены, в 2003 году - вновь разделены, в 2004 году - вновь объединены. В 2010 году была создана номинация «Лучший документальный интертейнмент» (Bestes Dokutainment), в 2011 году она была объединена с номинацией для развлекательных программ, в 2012 году они вновь были разделены, в 2014 году - вновь разделены. С 2016 года - Лучшая прайм-таймовая развлекательная программа (Beste Unterhaltung Primetime), Лучшая ночная развлекательная программа (Beste Unterhaltung Late Night) и Лучший фактуальный интертейнмент (Bestes Factual Entertainment). 

### Лучший актёр (Bester Schauspieler)
| Год  | Имя на русском языке         | Имя в оригинале                  |
| ---- | ---------------------------- | -------------------------------- |
| 2013 | Маттиас Брандт               | Matthias Brandt                  |
| 2012 | Вотан Вильке Мёринг          | Wotan Wilke Möhring              |
| 2011 | Йорг Хартман                 | Jörg Hartmann                    |
| 2010 | Кристоф Бах                  | Christoph Bach                   |
| 2009 | Йозеф Хадер                  | Josef Hader                      |
| 2008 | Мишель Матишевич             | Mišel Matičević                  |
| 2007 | Матиас Кёберлин              | Matthias Koeberlin               |
| 2006 | Ян Феддер                    | Jan Fedder                       |
| 2005 | Себастиан Кох                | Sebastian Koch                   |
| 2004 | Ульрих Тукур Хеннинг Баум    | Ulrich Tukur Henning Baum        |
| 2003 | Эдгар Зельге Фриц Веппер     | Edgar Selge Fritz Wepper         |
| 2002 | Андре Хеннике Кристоф М. Орт | André Hennicke Christoph M. Ohrt |
| 2001 | Матиас Хабих                 | Matthias Habich                  |
| 2000 | Йорг Шюттауф Дитмар Бэр      | Jörg Schüttauf Dietmar Bär       |
| 1999 | Бенно Фюрман Людгер Пистор   | Benno Fürmann Ludger Pistor      |

До 2001 года существовали премии «Лучший актёр главной роли в телефильме» (Bester Schauspieler Hauptrolle Fernsehfilm/Mehrteiler), «Лучший актёр главной роли в телесериале» (Bester Schauspieler Hauptrolle Serie) и «Лучший актёр второстепенной роли» (Bester Schauspieler Nebenrolle), в 2004-2006 гг. - «Лучший актёр телефильма» (Bester Schauspieler Fernsehfilm) и «Лучший актёр телесериала» (Bester Schauspieler Serie).

### Лучшая актриса (Beste Schauspielerin)
| Год  | Имя на русском языке                  | Имя в оригинале                       |
| ---- | ------------------------------------- | ------------------------------------- |
| 2013 | Сюзанна Вольфф                        | Susanne Wolff                         |
| 2012 | Барбара Ауэр                          | Barbara Auer                          |
| 2011 | Нина Кунцендорф                       | Nina Kunzendorf                       |
| 2010 | Ульрике Кринер                        | Ulrike Kriener                        |
| 2009 | Сента Бергер                          | Senta Berger                          |
| 2008 | Вероника Феррес                       | Veronica Ferres                       |
| 2007 | Мария Фюртвенглер                     | Maria Furtwängler                     |
| 2006 | Дагмар Манцель                        | Dagmar Manzel                         |
| 2005 | Моника Бляйбтрой                      | Monica Bleibtreu                      |
| 2004 | Мартина Гедек Ирис Бём                | Martina Gedeck Iris Böhm              |
| 2003 | Ульрике Крумбигель Кристиане Хёрбигер | Ulrike Krumbiegel Christiane Hörbiger |
| 2002 | Аннеке Ким Зарнау Фелиситас Волль     | Anneke Kim Sarnau Felicitas Woll      |
| 2001 | Коринна Харфоух                       | Corinna Harfouch                      |
| 2000 | Наталия Вёрнер Дагмар Манцель         | Natalia Wörner Dagmar Manzel          |
| 1999 | Сюзанна фон Борсоди Рут Дрексель      | Suzanne von Borsody Ruth Drexel       |

### Лучшие актёр и актриса ситкома (Bester Schauspieler Sitcom,Beste Schauspielerin Sitcom)
| Год  | Имя на русском языке | Имя в оригинале     |
| ---- | -------------------- | ------------------- |
| 2003 | Вальтер Зиттлер      | Walter Sittler      |
| 2003 | Мариэль Миллович     | Mariele Millowitsch |

Примечание: Приз в данной номинации вручался только в 2003 году.

## Прочие премии
- Лучший собственный корреспондент за границей (Beste Information: Auslandsreporter) (в 1999 году существовали две отдельные премии «Лучшая информационная передача» (Beste Informationssendung) и «Лучший ведущий информационной передачи» (Beste Moderation Information)), в 2000 году они были объединены, в 2003 году вновь разделены, в 2004 году вновь объединены, в 2005 году вновь разделены, в 2008 году опять разделены, в 2009 году - объединены
- Лучшая спортивная передача (Beste Sportsendung)
- Лучшая детская передача (Beste Kindersendung) (существовала только в 1999 году)
- Лучшая международная передача (Beste Ausländische Sendung) (существовала только в 1999 году)
- Лучший ведущий развлекательной передачи (Beste Moderation Unterhaltung) (в 2003 году выделена из номинации "Лучшая развлекательная передача", в 2004 году вновь была объединена с ней, в 2009 году вновь разделены, в 2010 году вновь объединены, в 2016 году вновь разделены, )
- Лучший документальный телефильм или репортаж (Beste Dokumentation/Reportage) (до 2014 года существовали отдельные премии «Лучший репортаж» и «Лучший документальный телефильм», в 2014 и 2019 году выделялась премия «Лучший многосерийный документальный телефильм» (Bester Mehrteiler Dokumentation в 2014 и Bester Doku-Mehrteiler в 2019 году))
- Лучшая режиссура (Beste Regie) (до 2006 года существовали две отдельные премии - «Лучшая режиссура телесериала» (Beste Regie Serie) и «Лучшая режиссура телефильма» (Beste Regie Fernsehfilm/Mehrteiler))
- Лучший сценарий (Bestes Buch) (до 2006 года существовали две отдельные премии - «Лучший сценарий телесериала» и «Лучший сценарий телефильма» (Bestes Buch Fernsehfilm/Mehrteiler))
- Лучшая работа композитоа (Beste Musik)
- Лучшая работа оператора (Beste Kamera)
- Лучший монтаж (Bester Schnitt)
- Лучшие декорации (Beste Ausstattung)
- Лучший инфотейнмент (Bestes Infotainment) (существует с 2017 года)